# Kwalifikacyjne turnieje interkontynentalne w piłce siatkowej kobiet do Letnich Igrzysk Olimpijskich 2016
Światowe Turnieje Kwalifikacyjne do Igrzysk Olimpijskich w Rio de Janeiro odbędą się od 14 do 22 maja 2016 roku. Weźmie w nich udział 12 reprezentacji narodowych podzielonych na dwa turnieje. Światowy turniej kwalifikacyjny będzie jednocześnie eliminacjami w strefie azjatyckiej. 

## System rozgrywek
- W turniejach interkontynentalnych udział weźmie 12 reprezentacji.
- Zespoły będą podzielone na dwie grupy. Turniej światowy będzie liczyć 8 zespołów, a interkontynentalny - 4 drużyny.
- W każdym turnieju drużyny rozegrają między sobą po jednym spotkaniu. Do turnieju olimpijskiego awansują trzy najlepsze zespoły turnieju światowego i zwycięzca zawodów interkontynentalnych.
- Turniej światowy stanowi jednocześnie azjatyckie kwalifikacje, z tego względu awans na igrzyska uzyska najlepsza drużyna z Azji.

## Drużyny uczestniczące
| Światowy Turniej Kwalifikacyjny | Światowy Turniej Kwalifikacyjny | Światowy Turniej Kwalifikacyjny                   | Światowy Turniej Kwalifikacyjny | Interkontynentalny Turniej Kwalifikacyjny         | Interkontynentalny Turniej Kwalifikacyjny |
| Sposób kwalifikacji             | Reprezentacja                   | Sposób kwalifikacji                               | Reprezentacja                   | Sposób kwalifikacji                               | Reprezentacja                             |
| ------------------------------- | ------------------------------- | ------------------------------------------------- | ------------------------------- | ------------------------------------------------- | ----------------------------------------- |
| Gospodarz                       | Japonia                         | Zespoły z europejskiego turnieju kwalifikacyjnego | Holandia                        | Zespoły z afrykańskiego turnieju kwalifikacyjnego | Algieria                                  |
| Ranking azjatycki               | Korea Południowa                | Zespoły z europejskiego turnieju kwalifikacyjnego | Włochy                          | Zespoły z afrykańskiego turnieju kwalifikacyjnego | Kenia                                     |
| Ranking azjatycki               | Tajlandia                       | 2. miejsce kwalifikacji w Ameryce Północnej       | Dominikana                      | 3. miejsce kwalifikacji w Ameryce Północnej       | Portoryko                                 |
| Ranking azjatycki               | Kazachstan                      | 2. miejsce kwalifikacji w Ameryce Południowej     | Peru                            | 3. miejsce kwalifikacji w Ameryce Południowej     | Kolumbia                                  |

## Światowy Turniej Kwalifikacyjny
Miejsce:  Tokyo Metropolitan Gymnasium, Tokio
Data: 14-22 maja 2016

### Tabela
| Lp. | Drużyna          | Mecze | Mecze   | Mecze   | Pkt | Sety | Sety | Sety  | Małe punkty | Małe punkty | Małe punkty |
| Lp. | Drużyna          | M     | W (3:2) | P (2:3) | Pkt | wyg. | prz. | ratio | zdob.       | str.        | ratio       |
| --- | ---------------- | ----- | ------- | ------- | --- | ---- | ---- | ----- | ----------- | ----------- | ----------- |
| 1   | Włochy           | 7     | 6 (1)   | 1 (1)   | 18  | 18   | 7    | 2.571 | 586         | 517         | 1.133       |
| 2   | Holandia         | 7     | 5 (0)   | 2 (0)   | 15  | 17   | 7    | 2.429 | 571         | 465         | 1.228       |
| 3   | Japonia          | 7     | 5 (2)   | 2 (1)   | 14  | 18   | 10   | 1.800 | 644         | 571         | 1.128       |
| 4   | Korea Południowa | 7     | 4 (0)   | 3 (1)   | 13  | 15   | 11   | 1.364 | 597         | 577         | 1.035       |
| 5   | Tajlandia        | 7     | 4 (1)   | 3 (1)   | 12  | 15   | 12   | 1.250 | 597         | 592         | 1.008       |
| 6   | Peru             | 7     | 2 (0)   | 5 (0)   | 6   | 7    | 16   | 0.438 | 462         | 549         | 0.842       |
| 7   | Dominikana       | 7     | 2 (0)   | 5 (0)   | 6   | 7    | 16   | 0.438 | 517         | 542         | 0.954       |
| 8   | Kazachstan       | 7     | 0 (0)   | 7 (0)   | 0   | 3    | 21   | 0.143 | 426         | 587         | 0.726       |

Źródło: http://worldoqt.japan.2016.women.fivb.com/en/pools%20and%20ranking/round1
Punktacja: 3:0 i 3:1 – 3 pkt; 3:2 – 2 pkt; 2:3 – 1 pkt; 1:3 i 0:3 – 0 pkt
Zasady ustalania kolejności: 1. liczba zwycięstw; 2. liczba punktów; 3. stosunek setów; 4. stosunek małych punktów; 5. bilans w bezpośrednich meczach
Jeśli w najlepszej trójce znajdzie się co najmniej jedna drużyna z Azji, to dodatkową kwalifikację wywalczy czwarty zespół turnieju

### Wyniki spotkań
W tabeli podano godziny według czasu polskiego.
Dzień 1
| Data  | Godz. | Drużyna 1        | Wynik | Drużyna 2  | 1     | 2     | 3     | 4     | 5 | Widzów | * |
| ----- | ----- | ---------------- | ----- | ---------- | ----- | ----- | ----- | ----- | - | ------ | - |
| 14.05 | 03:00 | Korea Południowa | 1:3   | Włochy     | 17:25 | 20:25 | 27:25 | 18:25 |   | 2500   |   |
| 14.05 | 05:45 | Tajlandia        | 3:1   | Dominikana | 26:24 | 26:28 | 25:16 | 25:20 |   | 3000   |   |
| 14.05 | 08:30 | Kazachstan       | 1:3   | Holandia   | 12:25 | 25:21 | 14:25 | 8:25  |   | 4600   |   |
| 14.05 | 12:05 | Japonia          | 3:0   | Peru       | 25:23 | 25:10 | 25:14 |       |   | 10000  |   |

Dzień 2
| Data  | Godz. | Drużyna 1 | Wynik | Drużyna 2        | 1     | 2     | 3     | 4     | 5 | Widzów | * |
| ----- | ----- | --------- | ----- | ---------------- | ----- | ----- | ----- | ----- | - | ------ | - |
| 15.05 | 03:00 | Włochy    | 3:1   | Tajlandia        | 17:25 | 25:16 | 25:17 | 25:16 |   | 1800   |   |
| 15.05 | 05:45 | Peru      | 3:0   | Dominikana       | 25:22 | 25:16 | 26:24 |       |   | 2500   |   |
| 15.05 | 08:30 | Holandia  | 0:3   | Korea Południowa | 27:29 | 23:25 | 21:25 |       |   | 4300   |   |
| 15.05 | 12:10 | Japonia   | 3:0   | Kazachstan       | 25:14 | 25:15 | 25:11 |       |   | 9500   |   |

Dzień 3
| Data  | Godz. | Drużyna 1        | Wynik | Drużyna 2 | 1     | 2     | 3     | 4     | 5 | Widzów | * |
| ----- | ----- | ---------------- | ----- | --------- | ----- | ----- | ----- | ----- | - | ------ | - |
| 17.05 | 03:00 | Kazachstan       | 1:3   | Peru      | 25:19 | 22:25 | 23:25 | 23:25 |   | 500    |   |
| 17.05 | 05:45 | Dominikana       | 0:3   | Włochy    | 22:25 | 23:25 | 23:25 |       |   | 1500   |   |
| 17.05 | 08:30 | Tajlandia        | 0:3   | Holandia  | 14:25 | 16:25 | 20:25 |       |   | 2800   |   |
| 17.05 | 12:05 | Korea Południowa | 3:1   | Japonia   | 28:26 | 25:17 | 17:25 | 25:19 |   | 9800   |   |

Dzień 4
| Data  | Godz. | Drużyna 1  | Wynik | Drużyna 2        | 1     | 2     | 3     | 4     | 5     | Widzów | * |
| ----- | ----- | ---------- | ----- | ---------------- | ----- | ----- | ----- | ----- | ----- | ------ | - |
| 18.05 | 03:00 | Peru       | 0:3   | Włochy           | 19:25 | 16:25 | 17:25 |       |       | 420    |   |
| 18.05 | 05:45 | Kazachstan | 0:3   | Korea Południowa | 16:25 | 11:25 | 21:25 |       |       | 1000   |   |
| 18.05 | 08:30 | Holandia   | 3:0   | Dominikana       | 25:22 | 25:18 | 25:21 |       |       | 2200   |   |
| 18.05 | 12:10 | Japonia    | 3:2   | Tajlandia        | 20:25 | 25:23 | 23:25 | 25:23 | 15:13 | 10000  |   |

Dzień 5
| Data  | Godz. | Drużyna 1        | Wynik | Drużyna 2  | 1     | 2     | 3     | 4     | 5 | Widzów | * |
| ----- | ----- | ---------------- | ----- | ---------- | ----- | ----- | ----- | ----- | - | ------ | - |
| 20.05 | 03:00 | Tajlandia        | 3:0   | Kazachstan | 25:18 | 25:19 | 25:15 |       |   | 850    |   |
| 20.05 | 05:45 | Korea Południowa | 3:1   | Peru       | 18:25 | 25:22 | 25:14 | 25:21 |   | 1450   |   |
| 20.05 | 08:30 | Włochy           | 0:3   | Holandia   | 21:25 | 21:25 | 14:25 |       |   | 2200   |   |
| 20.05 | 12:05 | Dominikana       | 0:3   | Japonia    | 22:25 | 16:25 | 25:27 |       |   | 10000  |   |

Dzień 6
| Data  | Godz. | Drużyna 1        | Wynik | Drużyna 2  | 1     | 2     | 3     | 4     | 5     | Widzów | * |
| ----- | ----- | ---------------- | ----- | ---------- | ----- | ----- | ----- | ----- | ----- | ------ | - |
| 21.05 | 03:00 | Korea Południowa | 2:3   | Tajlandia  | 25:19 | 25:22 | 27:29 | 24:26 | 12:15 | 2500   |   |
| 21.05 | 05:45 | Kazachstan       | 1:3   | Dominikana | 20:25 | 25:22 | 12:25 | 20:25 |       | 2800   |   |
| 21.05 | 08:30 | Peru             | 0:3   | Holandia   | 16:25 | 14:25 | 17:25 |       |       | 4400   |   |
| 21.05 | 12:10 | Japonia          | 2:3   | Włochy     | 25:23 | 25:27 | 25:27 | 25:21 | 9:15  | 10000  |   |

Dzień 7
| Data  | Godz. | Drużyna 1  | Wynik | Drużyna 2        | 1     | 2     | 3     | 4     | 5     | Widzów | * |
| ----- | ----- | ---------- | ----- | ---------------- | ----- | ----- | ----- | ----- | ----- | ------ | - |
| 22.05 | 03:00 | Dominikana | 3:0   | Korea Południowa | 25:23 | 25:11 | 28:26 |       |       | 1500   |   |
| 22.05 | 05:45 | Tajlandia  | 3:0   | Peru             | 25:17 | 26:24 | 25:23 |       |       | 2800   |   |
| 22.05 | 08:30 | Włochy     | 3:0   | Kazachstan       | 25:22 | 25:16 | 25:19 |       |       | 4200   |   |
| 22.05 | 12:05 | Holandia   | 2:3   | Japonia          | 25:20 | 13:25 | 25:21 | 30:32 | 11:15 | 10000  |   |

## Nagrody indywidualne
| Najlepsza atakująca | Najlepsze środkowe                | Najlepsze przyjmujące             | Najlepsza rozgrywająca | Najlepsza libero |
| ------------------- | --------------------------------- | --------------------------------- | ---------------------- | ---------------- |
| Lonneke Slöetjes    | Cristina Chirichella Yang Hyo-jin | Kim Yeon-koung Antonella Del Core | Haruka Miyashita       | Brenda Castillo  |

## Interkontynentalny Turniej Kwalifikacyjny
Miejsce:  Coliseo Roberto Clemente, San Juan
Data: 20-22 maja 2016

### Tabela
| Lp. | Drużyna   | Mecze | Mecze   | Mecze   | Pkt | Sety | Sety | Sety  | Małe punkty | Małe punkty | Małe punkty |
| Lp. | Drużyna   | M     | W (3:2) | P (2:3) | Pkt | wyg. | prz. | ratio | zdob.       | str.        | ratio       |
| --- | --------- | ----- | ------- | ------- | --- | ---- | ---- | ----- | ----------- | ----------- | ----------- |
| 1   | Portoryko | 3     | 3 (0)   | 0 (0)   | 9   | 9    | 0    | MAX   | 226         | 138         | 1.638       |
| 2   | Kolumbia  | 3     | 2 (0)   | 1 (0)   | 6   | 6    | 3    | 2.000 | 209         | 164         | 1.274       |
| 3   | Kenia     | 3     | 1 (0)   | 2 (0)   | 3   | 3    | 7    | 0.429 | 186         | 219         | 0.849       |
| 4   | Algieria  | 3     | 0 (0)   | 3 (0)   | 0   | 1    | 9    | 0.111 | 148         | 248         | 0.597       |

Źródło: http://worldoqt.puertorico.2016.women.fivb.com/en
Punktacja: 3:0 i 3:1 – 3 pkt; 3:2 – 2 pkt; 2:3 – 1 pkt; 1:3 i 0:3 – 0 pkt
Zasady ustalania kolejności: 1. liczba zwycięstw; 2. liczba punktów; 3. stosunek setów; 4. stosunek małych punktów; 5. bilans w bezpośrednich meczach

### Wyniki spotkań[2]
Godziny według czasu lokalnego.
| Data  | Godz. | Drużyna 1 | Wynik | Drużyna 2 | 1     | 2     | 3     | 4     | 5 | Widzów | * |
| ----- | ----- | --------- | ----- | --------- | ----- | ----- | ----- | ----- | - | ------ | - |
| 20.05 | 17:10 | Kenia     | 0:3   | Kolumbia  | 14:25 | 15:25 | 13:25 |       |   | 2000   |   |
| 20.05 | 20:10 | Portoryko | 3:0   | Algieria  | 25:10 | 25:11 | 25:12 |       |   | 7 400  |   |
| 21.05 | 17:10 | Kenia     | 3:1   | Algieria  | 25:14 | 23:25 | 25:14 | 25:16 |   | 2 200  |   |
| 21.05 | 20:10 | Portoryko | 3:0   | Kolumbia  | 25:17 | 26:24 | 25:18 |       |   | 9 000  |   |
| 22.05 | 15:10 | Algieria  | 0:3   | Kolumbia  | 16:25 | 12:25 | 18:25 |       |   | 1 500  |   |
| 22.05 | 18:10 | Portoryko | 3:0   | Kenia     | 25:8  | 25:23 | 25:15 |       |   | 9 000  |   |

### Klasyfikacja końcowa
| Miejsce | Zespół    |
| ------- | --------- |
| 1       | Portoryko |
| 2       | Kolumbia  |
| 3       | Kenia     |
| 4       | Algieria  |

|  | Kwalifikacja na Igrzyska Olimpijskie 2016 |